# 単斜灰簾石
単斜灰簾石（たんしゃかいれんせき）またはクリノゾイサイト (Clinozoisite) は、カルシウムアルミニウムソロケイ酸塩鉱物で、化学式はCa2Al3(Si2O7)(SiO4)O(OH)である。アルミニウム（m3部位）の鉄(III)が置換して緑簾石とともに一連の固溶体を形成し、アルミニウム緑簾石とも呼ばれる。灰簾石の多形であり、緑簾石グループに含まれる。
単斜灰簾石の2つあるカルシウムの一つがストロンチウムに置換すると、新潟石となる（旧称:ストロンチウム単斜灰簾石）。
単斜桃簾石（クリノチューライト）はマンガンを含む変種で、アルミニウムの部位がMn（III)に置換しているため、ピンク色を帯びている。
1896年にオーストリアの東チロルで発見され、灰簾石（ゾイサイト）に似ていることと、単斜晶系(monoclinic)であることから名づけられた。
低から中程度の広域変成作用を受けた岩や、接触変成作用を受けたカルシウム含量の高い堆積岩の中で見られる。また、斜長石のソーシュル石の変質によっても生じる。
輝石を含むヒスイ輝石は、単斜灰簾石とソーダ雲母が共生していることを示し、また次の反応を介して、石英と水を放出するローソン石に由来することを示している。
{\displaystyle {\ce {4CaAl2Si2O8(H2O)2 + NaAlSi2O6 <=> 2Ca2Al3Si3O12(OH) + NaAl3Si3O10(OH)2 + SiO2 + 6H2O}}}